# AGCセラミックス
AGCセラミックス株式会社（英文名称AGC Ceramics Co.,Ltd.）は耐火物やファインセラミックスの製造を行う企業。AGCの子会社。

## 沿革
- 1916年（大正6年）- 旭硝子（現・AGC）尼崎工場にて結合耐火物の製造開始。
- 1932年（昭和7年）- 旭硝子尼崎工場にて日本で初めて電鋳煉瓦の生産を開始。
- 1969年（昭和44年）- 日本鋼管から不定形耐火物部門を買収し、高砂工場にて、電鋳、結合、不定形耐火物の集中生産を開始。
- 1983年（昭和58年）- 高砂工場にてファインセラミックス製品の集中生産を開始。
- 1991年（平成3年）- 旭ファーネスシステム株式会社を設立。日本プライブリコ株式会社を買収。
- 1993年（平成5年）- 博旭硝子電熔材料有限公司設立（中国山東省）
- 1996年（平成8年）- ISO 9001を取得
- 1999年（平成11年）- ISO 14001を取得
- 2000年（平成12年）- 博旭硝子剛玉材料有限公司設立（中国山東省）
- 2002年（平成14年）
  - 旭硝子のセラミックス事業部門と旭ファーネスシステム株式会社を一体化し、旭硝子セラミックス株式会社として設立。
  - 上海旭玻窯工程技術有限公司を設立（中国上海市）。
  - 博工陶耐火材料有限公司に資本参加（中国山東省）。
- 2005年（平成17年）- 上海駐在員事務所を開設。
- 2007年（平成19年）- AGCセラミックス株式会社に社名変更。

## 事業所
- 本社 - 東京都港区芝4-1-23　三田NNビル6F
- 支店
  - 東京支店 - 東京都港区芝4-1-23　三田NNビル6F
  - 大阪支店 - 大阪市淀川区宮原4-3-7　MPR新大阪ビル7F
    - 北九州営業所 - 福岡県北九州市戸畑区牧山5-1-1（AGC北九州事業所内）

  - 関西工場高砂事業所 - 兵庫県高砂市梅井5-6-1（AGC関西工場高砂事業所内）
    - 製造部
    - 開発センター
    - エンジニアリングセンター